# Chiesa di San Paolo (Cagliari)
La chiesa di San Paolo è una chiesa di Cagliari situata nel quartiere di San Benedetto, ospita la società salesiana di San Giovanni Bosco.

## Storia
La chiesa è stata costruita nel 1955 su ordine di Paolo Botto, venendo riconosciuta il 1º maggio dell'anno seguente. Venne consacrata il 20 maggio 1961.

## Descrizione
L'edificio presenta una sola navata rettangolare, la facciata è a capanna ed è sormontata da una vetrata. Nel presbiterio è presente poi un mosaico. All'esterno dell'edificio e al centro di piazza Giovanni XXIII è presente una statua di Giovanni Bosco, inaugurata nel 1992 e raffigurate il pedagogo con ai lati due giovani.